# Iku-Turso

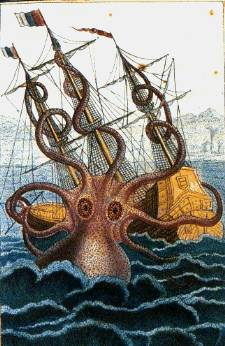
Monstruo marino. hijo del dios del trueno Ukko.

Iku-Turso («Turso el eterno» en finés, también conocido como Iku-Tursas, Iki-Tursas, Meritursas, Tursas o Turisas entre otros) es un monstruo marino en la mitología nórdica.

## Como dios de la guerra
En la lista de los dioses de Tavastia de Mikael Agricola, se lo menciona como el dios de la guerra: Turisas voiton antoi sodast («Turisas trajo la victoria a la guerra»). Se ha sugerido que este dios es el mismo que el dios de la guerra escandinavo Tyr, aunque esta teoría no está ampliamente aceptada hoy en día.

## En la cultura popular
- La banda de folk metal Turisas toma su nombre del dios de la guerra.[1]
- Iku-Turso aparece en el videojuego Final Fantasy XI.